# Oorvissen
Oorvissen (Kneriidae) zijn een familie van straalvinnige vissen uit de orde van zandvisachtigen (Gonorhynchiformes).

## Geslachten
- Cromeria Boulenger, 1901
- Kneria Steindachner, 1866
- Grasseichthys Géry, 1964
- Parakneria Poll, 1965